# Luka Mihaljević
Luka Mihaljević (Osijek, 12. listopada 1993.) je hrvatski nogometaš koji trenutačno igra za Osijek kao branič.